# Seychelles Natural History Museum

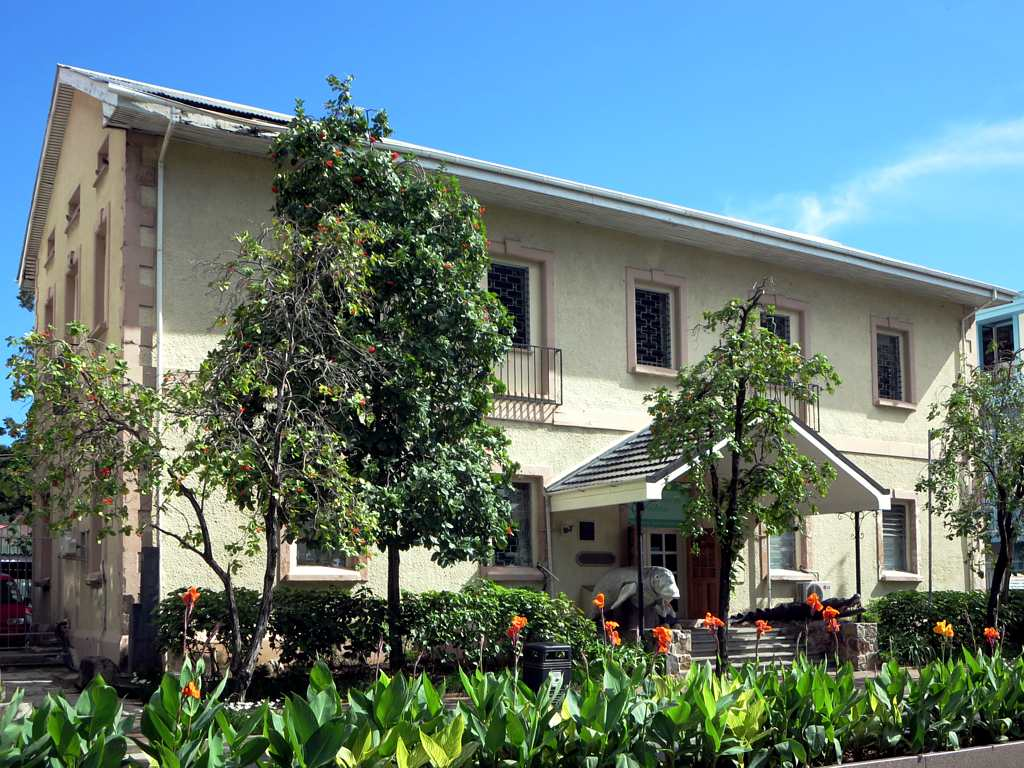
Seychelles Natural History Museum (2013)

Seychelles Natural History Museum, Musée d'Histoire Naturelle des Seychelles (auch: Victoria Natural History Museum, französisch Musée d’Histoire Naturelle de Victoria)  ist ein naturhistorisches Museum in Victoria auf der Insel Mahé im Inselstaat der Seychellen.

## Ausstellung
Das Museum liegt in der Nähe des Hauptpostamts von Victoria. Es befindet sich in einem einfachen, zweigeschossigen Gebäude.
Seit einer Renovierung 2017 werden auch interaktive Ausstellungsteile angeboten. Die Ausstellung selbst umfasst botanische, zoologische, geologische und anthropologische Abteilungen. Außerdem gibt es einige Ausstellungsstücke, die sich auf die Geschichte der Seychelles People’s Militia, der Seychelles People’s Liberation Army und der Seychelles People’s Defence Forces beziehen.